# Katthålssjön
Katthålssjön är en sjö i Kinda kommun i Östergötland och ingår i Motala ströms huvudavrinningsområde. Sjön har en area på 0,0894 kvadratkilometer och ligger 148,3 meter över havet. Sjön avvattnas av vattendraget Vervelån.

## Delavrinningsområde
Katthålssjön ingår i det delavrinningsområde (641627-148722) som SMHI kallar för Inloppet i Verveln. Medelhöjden är 189 meter över havet och ytan är 13,16 kvadratkilometer. Det finns inga avrinningsområden uppströms utan avrinningsområdet är högsta punkten. Vervelån som avvattnar avrinningsområdet har biflödesordning 3, vilket innebär att vattnet flödar genom totalt 3 vattendrag innan det når havet efter 201 kilometer. Avrinningsområdet består mestadels av skog (89 procent). Avrinningsområdet har 0,22 kvadratkilometer vattenytor vilket ger det en sjöprocent på 1,7 procent.